# Levi ben Yaphet
Levi ben Yaphet HaLevi (לוי בן יפת הלוי en hébreu ; Abū Sa'id Levi ibn Yafat, transcrit de l'arabe) est un sage karaïte de la première moitié du XIe siècle. Lexicographe et exégète, il est, comme son père Yaphet ben Ali, considéré comme l'une des plus importantes autorités de ce courant juif scripturaliste, et a été surnommé al Shaikh (le Maître) par ses pairs.

## Éléments biographiques
Les sources karaïtes ne donnent que peu de détails de sa vie, et il est confondu dans certaines avec son frère ou son fils Sa'id et avec un érudit musulman. Il est cependant probable qu'il ait vécu à Jérusalem dans la première moitié du XIe siècle. 

## Œuvre

### Sefer Hamitzvot
Levi a écrit, comme de nombreuses autorités karaïtes, un livre sur les prescriptions. Rédigé en arabe, des fragments de sa traduction en hébreu ont été conservés en manuscrit. 
Ce livre, qui a été utilisé par la majorité des codificateurs karaïtes ultérieurs, recense de nombreuses différences entre Karaïtes et Rabbanites (adeptes du judaïsme rabbinique traditionnel), ainsi que les divergences parmi les Karaïtes eux-mêmes.
Dans la section sur la fixation du calendrier, Levi écrit qu'en Irak, les Karaïtes prennent, comme les Rabbanites, l'équinoxe d'automne pour base de leurs calculs, et qu'en certains endroits, ils suivent totalement le calendrier rabbanite. Levi distingue à ce sujet entre les opinions des anciens Rabbanites et des Rabbanites ultérieurs, comptant Saadia Gaon parmi ces derniers. Comme de nombreux auteurs karaïtes, Levi s'en prend à Saadia, champion du judaïsme rabbinique contre le karaïsme, avec la plus grande violence.
Dans le traité sur les franges à porter aux coins des vêtements, il dit avoir puisé son matériel dans les œuvres de son père et de ses prédécesseurs, et présentes ses excuses pour le traitement incomplet de certaines parties du traité, l'expliquant par les diverses épreuves et maladies qu'il a subies au cours de sa composition.

### Exégèse
Levi a produit une Muḳaddimah (introduction) aux sections du Pentateuque, mais elle a disparu jusqu'au dernier fragment lors de la guerre de Crimée. Il a aussi écrit un bref commentaire sur les Premiers Prophètes, dont un fragment, couvrant les dix premiers chapitres du Livre de Josué, est conservé au British Museum. Selon Steinschneider, il serait aussi l'auteur d'un commentaire des Psaumes également conservé au British Museum.

### Lexicographie
Selon Ali ben Sulaiman, Levi a réalisé un condensé du lexique de David ben Abraham al-Fassi, dont il s'était servi pour composer son propre lexique. Toutefois, selon Abu al-Faraj, ce compendium avait été préparé par David lui-même.